# Stazione di Como Nord Borghi
Stazione di Como Nord Borghi vasútállomás Olaszországban, Lombardia régióban, Como településen.

## Vasútvonalak
Az állomást az alábbi vasútvonalak érintik:
- Como–Saronno-vasútvonal
- Como–Varese-vasútvonal

## Kapcsolódó állomások
A vasútállomáshoz az alábbi állomások vannak a legközelebb:
- Stazione di Como Camerlata
- Stazione di Como Lago